# 저장벽 수소 결합
저장벽 수소 결합(LBHB, Low-barrier hydrogen bond)는 수소 결합의 특정한 상태를 이르는 말이다. 이 결합은 수소결합의 주개와 받개간의 거리가 매우 짧으며 매우 강하다. 일반적인 수소 결합에서 수소 이온은 한쪽 헤테로원자에 속해있으나( O-H···O의 경우 거리는 최소 2.8Å), 소수결합에서 수소는 상대적으로 에너지 장벽이 낮은 두 이종 원자 사이에서 자유롭게 움직이며 그 거리 역시 짧아진다.(~2.55 Å). 한편, 거리가 매우 짧아지는 경우(< 2.29 Å) 이 결합은 짧고 강력한 수소결합 (Short-Strong Hydrogen Bond, SSHB)라 부른다.
이 소수 결합은 특히 효소및 촉매반응에 적합한데, 이는 전이 상태에서 어려운 반응을 가속하기에 적합하기 때문이며, 주로 왕관형 아자 화합물(Crown-type aza compound)에서 발견된다.